# Ien Hulshoff Pol
Josephina Theodora Johanna (Ien) van Herwaarden-Hulshoff Pol (Hengelo, 25 november 1907 – Engeland, 3 augustus 1991) was een Nederlands beeldhouwer.

## Leven en werk
Ien Hulshoff Pol was een dochter van ingenieur Abraham Bertus Hulshoff Pol en Wilhelmina Lucia Thueré, ze was een oomzegger van de schilder Albert Hulshoff Pol. Ze studeerde aan de Rijksakademie van beeldende kunsten in Amsterdam (1929-1934), als leerling van Jan Bronner en klasgenote van Frits Hoevenagel, Truus van Someren Gréve en Pieter Starreveld. In 1934 dong ze mee naar de Prix de Rome, de opdracht dat jaar was een beeld te maken met als thema 'Odysseus vraagt Nausaikaä om voedsel en kleding'. Ze behaalde met haar beeld de zilveren medaille, de gouden medaille ging Gerrit Bolhuis. In 1935 keerde ze terug naar Hengelo, waar ze een jaar later trouwde met mr. Gerrit Hendrik van Herwaarden (1904-1976), rijksambtenaar. Het stel woonde met het gezin in Den Haag, later in Leiden.
Ze overleed tijdens een vakantie in Engeland, op 83-jarige leeftijd, en werd begraven op begraafplaats Rhijnhof in Leiden.
- RKD-Nederlands Instituut voor Kunstgeschiedenis: 419773